# Ахмедов, Ботиржон Абдуллаевич
Ботиржон (Батыр) Абдуллаевич Ахмедов, также известный как Батухан Гёзгеч (тур. Batuhan Gözgeç; род. 20 декабря 1990, Узбекская ССР) — украинский, российский и турецкий боксёр, представитель первой полусредней весовой категории. В середине 2010-х годов выступал за сборные Украины и Турции по боксу, победитель и призёр многих турниров международного значения, участник летних Олимпийских игр в Рио-де-Жанейро. Начиная с 2017 года выступает на профессиональном уровне в России.

## Биография
Батухан Гёзгеч родился 20 декабря 1990 года в Узбекской ССР. Будучи по национальности крымским татарином, впоследствии переехал на историческую родину в город Белогорск, Крым. Заниматься боксом начал в возрасте 18 лет.

### Любительская карьера
В 2013 году завоевал серебряную медаль на чемпионате Украины в Ивано-Франковске, уступив в решающем финальном поединке первой полусредней весовой категории Денису Беринчику. Попав в состав украинской национальной сборной, выступил на нескольких крупных международных турнирах, в частности стал бронзовым призёром Мемориала Макара Мазая в Мариуполе.
В 2014 году выиграл серебряную медаль на Мемориале Ахмата Кадырова в Грозном.
Осенью 2014 года сменил спортивное гражданство, перейдя в национальную сборную Турции — начиная с этого момента проходил подготовку в Стамбуле в боксёрском клубе «Фенербахче», при этом на соревнованиях выступал под турецким именем Батухан Гёзгеч. В том же году успел стать чемпионом Турции в первом полусреднем весе, одержал победу на международном турнире «Ахмет Джёмерт» в Стамбуле.
В 2015 году получил бронзу на международном турнире «Странджа» в Софии, золото на Мемориале Левинцева в Минске.
На европейской олимпийской квалификации в Самсуне дошёл до полуфинала, где проиграл представителю Азербайджана Лоренсо Сотомайору, но затем выиграл бой за третьем место у армянина Оганеса Бачкова. Благодаря этому удачному выступлению удостоился права представлять Турцию на летних Олимпийских играх 2016 года в Рио-де-Жанейро — в категории до 64 кг благополучно прошёл первых двоих соперников по турнирной сетке, тогда как в третьем четвертьфинальном бою единогласным решением потерпел поражение от представителя Германии Артёма Арутюняна.

### Профессиональная карьера
Вскоре по окончании олимпийского сезона Ахмедов вернулся в Крым и в феврале 2017 года успешно дебютировал на профессиональном уровне. Боксирует преимущественно на территории России, сотрудничает с российским менеджером Вадимом Корниловым и российским промоушеном «Мир бокса» Андрея Рябинского.
В августе 2018 года в США нокаутировал венесуэльца Исмаэля Барросо (20-2-2), защитив полученный ранее титул интерконтинентального чемпиона в первом полусреднем весе по версии Всемирной боксёрской ассоциации (WBA).

### Статистика профессиональных боёв
В таблице перечислены результаты всех поединков боксёров.
В каждой строке указан результат поединка. Дополнительно номер поединка обозначен цветом, который обозначает итог поединка. Расшифровка обозначений и цветов представлена в нижеследующей таблице.
| Пример | Расшифровка                     |
| ------ | ------------------------------- |
|        | Победа                          |
|        | Ничья                           |
|        | Поражение                       |
|        | Планируемый поединок            |
|        | Поединок признан несостоявшимся |
| КО     | Нокаут                          |
| ТКО    | Технический нокаут              |
| PTS    | Решение судей (по очкам)        |
| UD     | Единогласное решение судей      |
| MD     | Решение большинства судей       |
| SD     | Раздельное решение судей        |
| RTD    | Отказ от продолжения боя        |
| DQ     | Дисквалификация                 |
| NC     | Поединок признан несостоявшимся |

| 11 поединков, 9 побед (8 нокаутом), 2 поражения | 11 поединков, 9 побед (8 нокаутом), 2 поражения | 11 поединков, 9 побед (8 нокаутом), 2 поражения | 11 поединков, 9 побед (8 нокаутом), 2 поражения | 11 поединков, 9 побед (8 нокаутом), 2 поражения                                         | 11 поединков, 9 побед (8 нокаутом), 2 поражения | 11 поединков, 9 побед (8 нокаутом), 2 поражения                                                                                             | 11 поединков, 9 побед (8 нокаутом), 2 поражения |
| Бой                                             | Рекорд                                          | Дата боя                                        | Соперник                                        | Место проведения боя                                                                    | Раундов, время                                  | Дополнительно |                                                 |
| ----------------------------------------------- | ----------------------------------------------- | ----------------------------------------------- | ----------------------------------------------- | --------------------------------------------------------------------------------------- | ----------------------------------------------- | --- | ----------------------------------------------- |
| 11                                              | 9-1                                             | 20 августа 2022                                 | Альберто Пуэльо (21-0)                          | Seminole Hard Rock Hotel & Casino Hollywood, Холливуд, Флорида, США                     | SD (12)                                         | Бой за вакантный титул чемпиона мира по версии WBA в первом полусреднем весе.                                                               |                                                 |
| 10                                              | 9-1                                             | 26 июня 2021                                    | Архенис Мендес (25-7-3-1)                       | Стэйт Фарм-арена, Атланта, Джорджия, США                                                | RTD 8, 3:00 (12)                                | |                                                 |
| 9                                               | 8-1                                             | 6 сентября 2020                                 | Рэй Перес (24-12)                               | Microsoft Theater, Лос-Анджелес, Калифорния, США                                        | KO 1, 2:19 (10)                                 | |                                                 |
| 8                                               | 7-1                                             | 28 сентября 2019                                | Марио Барриос (24-0)                            | Стейплс-центр, Лос-Анджелес, Калифорния, США                                            | UD (12)                                         | Бой за титул чемпиона мира по версии WBA в первом полусреднем весе. Счёт: 111-115, 111-116, 112-114. Ахмедов в нокдауне в 3-м и 9-м раунде. |                                                 |
| 7                                               | 7-0                                             | 25 мая 2019                                     | Франсиско Габриэль Пина (14-14-6)               | Химнасио Оскар «Тигре» Гарсия, Энсенада, Нижняя Калифорния, Мексика                     | RTD 5 (8)                                       | |                                                 |
| 6                                               | 6-0                                             | 30 марта 2019                                   | Виктор Плотников (33-5)                         | Дворец спорта, Владимир, Россия                                                         | RTD 6 (8)                                       | Счёт: 60-54, 60-54, 60-54. |                                                 |
| 5                                               | 5-0                                             | 18 августа 2018                                 | Исмаэль Барросо (20-2-2)                        | Westin Bonaventure Hotel, Лос-Анджелес, Калифорния, США                                 | KO 9 (12)                                       | Бой за титул интерконтинентального чемпиона WBA в первом полусреднем весе (1-я защита Ахмедова).                                            |                                                 |
| 4                                               | 4-0                                             | 21 апреля 2018                                  | Оскар Барахас (18-5-1)                          | Kings Theatre, Бруклин, Нью-Йорк, США                                                   | TKO 3 (8)                                       | |                                                 |
| 3                                               | 3-0                                             | 17 марта 2018                                   | Рикки Сисмундо (33-10-3)                        | Академия бокса Флойда Мейвезера, Жуковка, Одинцовский район, Московская область, Россия | UD (10)                                         | Бой за вакантный титул интерконтинентального чемпиона WBA в первом полусреднем весе. Счёт: 98-91, 100-88, 100-87.                           |                                                 |
| 2                                               | 2-0                                             | 9 декабря 2017                                  | Леван Циклаури (6-0)                            | Дворец спорта «Магас» имени Берда Евлоева, Назрань, Россия                              | TKO 2 (6)                                       | |                                                 |
| 1                                               | 1-0                                             | 23 февраля 2017                                 | Дмитрий Лавриненко (2-19)                       | Металлург Форум, Нижний Тагил, Россия                                                   | TKO 3 (4)                                       | |                                                 |